# DoJa
DoJa — профиль, описывающий среду Java ME, разработанный фирмой японской компанией NTT DoCoMo для её собственного сервиса i-mode.
DoJa базируется на конфигурации CLDC, описанной в рамках Java Community Process (JCP). Представляет собой набор интерфейсов программирования, дающий доступ к средствам ввода-вывода (прежде всего, средствам связи), интерфейсу пользователя и другой функциональности, специфичной для i-mode, а также к некоторым библиотекам расширения, в которые производители телефонов добавляют свои собственные возможности.
В отличие от других профилей Java ME, таких как Mobile Information Device Profile (MIDP) или Information Module Profile (IMP), DoJa не является открытым стандартом, созданным в рамках Java Community Process, поэтому часто упоминается как "собственнический" (англ. proprietary) Java ME профиль.
DoJa даёт возможность i-mode предлагать более динамичное и интерактивное содержимое, чем основанное на HTML. Версия Java для i-mode задается версией конфигурации CLDC, и версией профиля DoJa. В зависимости от устройства, поддерживается CLDC 1.0 или 1.1. Изначально профиль DoJa был создан для местного японского рынка под версией 1.0, а затем 2.0, что примерно соответствовало MIDP 1.0 и MIDP 2.0. В настоящее время в Японии доступна версия DoJa 5.0. Для рынков за пределами Японии было сознано новое API, названное «Заграничной Версией» (DoJa Overseas Edition). В настоящее время на мобильных устройствах, продаваемых в Европе и СНГ, устанавливается DoJa 1.5oe и DoJa 2.5oe.